# Мирианашвили, Вахтанг Васильевич
Вахтанг Васильевич Мирианашвили (груз. ვახტანგ მირიანაშვილი — советский хозяйственный, государственный и политический деятель, Герой Социалистического Труда.

## Биография
Родился в 1910 году в селе Анача. Член КПСС.
С 1930 года — на хозяйственной, общественной и политической работе. В 1930—1973 гг. — советский и партийный работник в Грузинской ССР, председатель Цителцкаройского районного исполнительного комитета, первый секретарь Цителцкаройского районного комитета Компартии (большевиков) Грузии, министр сельского хозяйства Грузинской ССР, партийный работник в Грузинской ССР, директор грузинского треста виноградарских и плодоводческих совхозов.
Указом Президиума Верховного Совета СССР от 25 ноября 1950 года присвоено звание Героя Социалистического Труда с вручением ордена Ленина и золотой медали «Серп и Молот».
Избирался депутатом Верховного Совета Грузинской ССР 2-го и 3-го созывов.
Умер в Грузинской ССР после 1973 года.